# Урсиды
Урсиды — метеорный поток с радиантом в созвездии Малой Медведицы.
Активность Урсид начинается 17 декабря и продолжается около недели, до 24 или 25 декабря. В 2005 году максимум активности потока пришёлся на 20 декабря 1:00 (МСК).

## История
Урсиды, вероятно, были обнаружены В. Деннингом, который наблюдал их несколько лет в начале XX века. После этого их наблюдали случайно, а первые плановые наблюдения потока начал А. Беквар в 1945 г. Дальнейшие наблюдения в 1970 г. и позже позволили установить связь Урсид с кометой Туттля.

## Информация о потоке
Во время более ранних наблюдений был найден приблизительный радиант α=217°, δ=+76° v = 33 км/с, максимум около 22 декабря, с периодом действия потока с 17 по 24 декабря. Количество метеоров, как правило, около 10 в час, однако в 1945 году астрономы регистрировали до 120 метеоров в час.